# Shenzhou (véhicule spatial)
Pour les articles homonymes, voir Shenzhou.
Shenzhou (du chinois 神舟 : « vaisseau divin ») est le premier véhicule spatial habité développé par la Chine. Son premier vol sans équipage a eu lieu le 19 novembre 1999 et le premier taïkonaute a été lancé à bord de Shenzhou 5 le 15 octobre 2003. Shenzhou a des caractéristiques très proches de celles du vaisseau russe Soyouz : d'une masse d'environ 7,84 tonnes pour une longueur de 9,1 mètres, il comporte comme ce dernier un module de service, un module de descente et un module orbital. Il permet d'embarquer un équipage de trois personnes et peut accomplir des missions d'une durée de 15 jours en orbite basse. Il dispose de capacités de manœuvres orbitales et d'une écoutille lui permettant de s'amarrer à un autre vaisseau ou à une station spatiale.

## Caractéristiques techniques

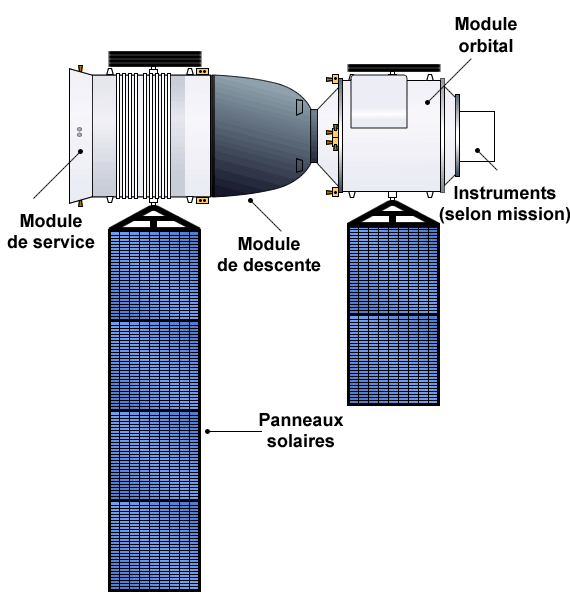
Le vaisseau Shenzou dans la configuration utilisée pour les 7 premières missions (voir schéma ci-dessus pour la configuration ultérieure).

Shenzhou a été développé avec une importante assistance de l'industrie astronautique russe et reprend largement les solutions éprouvées du vaisseau Soyouz. Il comporte ainsi, comme celui-ci, trois modules :
- Le module de service fournit l'énergie électrique et regroupe les systèmes de contrôle d'attitude et la propulsion.
- Le module de descente dans lequel l'équipage se tient au lancement et dans lequel il revient sur Terre.
- Le module orbital qui fournit un espace habitable complémentaire une fois le vaisseau en orbite. Le module orbital de Shenzhou diffère de celui de Soyouz : il dispose de moteurs lui permettant de manœuvrer et de panneaux solaires qui permettent d'effectuer un séjour prolongé après séparation des autres modules.

Le vaisseau Shenzhou a une masse d'environ 7,84 tonnes pour une longueur de 9,1 mètres c'est-à-dire qu'il est légèrement plus grand que le vaisseau Soyouz. Il permet d'embarquer un équipage de trois personnes et peut accomplir des missions d'une durée de 15 jours en orbite basse. Il dispose de capacités de manœuvres orbitales et d'une écoutille lui permettant de s'accoupler avec un autre vaisseau ou avec une station spatiale.

### Le module de service
Le module de service d'une masse de 3 tonnes a la forme approximative d'un cylindre d'une longueur de 2,94 mètres pour un diamètre de 2,50 mètres. Il  fournit l'énergie électrique, la propulsion et le contrôle d'attitude. L'énergie électrique est produite par des panneaux solaires qui se déploient en deux ailes rattachées de chaque côté du module donnant une envergure de 17 mètres au vaisseau. Chaque aile comprend 4 sections et la superficie totale atteint 24,48 m2. Les panneaux peuvent fournir 2,4 kW et en moyenne 1 kW. Contrairement à ceux de Soyouz, les panneaux solaires sont orientables pour maximiser l'énergie recueillie. Des batteries argent-zinc peuvent prendre le relais des panneaux solaires durant 6 heures en cas de défaillance de ceux-ci,.
La propulsion principale est assurée par quatre moteurs-fusées fournissant chacun 2500 newtons de poussée (impulsion spécifique de 230 secondes) qui effectuent les corrections de trajectoire. Le contrôle d'attitude est pris en charge par 8 propulseurs de 150 newtons et 16 propulseurs de 5 newtons. Tous les moteurs utilisent le même mélange d'ergols liquides stockables hypergoliques : l'UDMH qui est combiné avec du peroxyde d'azote est stocké dans quatre réservoirs sphériques du module de service dont la contenance est de 230 litres, soit en tout 1 000 kg de carburant capable de fournir un delta-V total de 380 m/s. Les réservoirs d'ergols sont mis sous pression par de l'hélium stocké à 230 bars dans 6 réservoirs  en titane d'une capacité de 20 litres. Le module comporte également un radiateur utilisé par le système de contrôle thermique principal et dimensionné pour rejeter en moyenne 1 kWh de chaleur produite par les composants électroniques et l'équipage,.

### Le module de descente
Le module de descente reprend la forme aérodynamique, les proportions et la disposition intérieure du module de Soyouz mais sa taille est supérieure de 13 %. Il est constitué d'une structure en titane recouverte de panneaux en aluminium. Son diamètre est de 2,517 m pour une longueur de 2,5 mètres. L'équipage pénètre dans le module par une écoutille de 70 cm de diamètre située à une extrémité. Le module dispose de deux petits hublots de 30 cm de diamètre et d'un système optique analogue au Vzor russe mais avec une ouverture plus importante qui permet à l'équipage de vérifier que le vaisseau est aligné correctement avant le déclenchement des rétrofusées chargées d'assurer le retour sur Terre. Mais contrairement au Vzor russe il ne fait pas saillie à la manière d'un périscope et ne permet donc pas de contrôler le déroulement d'un rendez-vous spatial. Ce contrôle devra être assuré à l'aide d'un système de caméras,.
Le volume intérieur est de 6 m3. Les passagers sont allongés dans des couchettes moulées à leurs formes comme sur Soyouz et font face à une rangée de panneaux de contrôle modernes utilisant la technique des écrans plats. Les deux écrans principaux de type LCD, en couleur et à haute définition, permettent d'afficher des graphiques complexes  et peuvent fournir à la demande la carte de la planète avec la position du vaisseau ou celle du point d'atterrissage visé. Un synthétiseur vocal génère des alarmes  notamment lorsque le vaisseau dévie de sa trajectoire programmée. L'éclairage est réalisé par des lampes fluorescentes individuelles. L'essentiel de l'équipement électronique est monté sous les couchettes de l'équipage,.
Sur la coque extérieure on trouve 6 antennes, les sorties des tuyères des propulseurs utilisés pour contrôler l'orientation du vaisseau durant la rentrée atmosphérique et un ensemble de connecteurs qui, comme sur le module Soyouz, permettent de relier le module de descente au module de service chargé de fournir l'énergie électrique, les gaz (azote et oxygène) et l'eau. Les liaisons électroniques entre les deux modules passent également par ces connecteurs. La technique d'atterrissage utilisée est la même que celle de Soyouz : un parachute principal unique est déployé et le bouclier thermique est largué peu avant l'arrivée au sol pour permettre le déclenchement de petites rétrofusées destinées à réduire la vitesse résiduelle,.

### Le module orbital

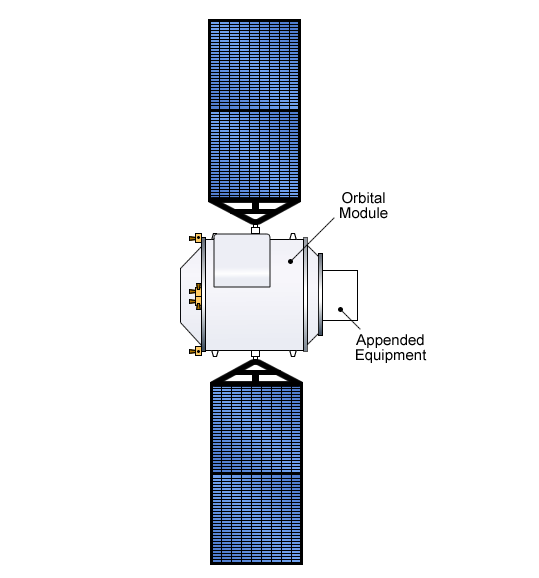
Le module orbital.

Le module orbital est situé à l'avant du vaisseau. Utilisé par l'équipage comme lieu de travail et de séjour une fois le vaisseau en orbite, il est largué au retour avant la rentrée atmosphérique et est détruit. Il sert également de sas lors des sorties extra-véhiculaires. Les premiers modèles sont équipés, contrairement au vaisseau Soyouz, avec plusieurs équipements qui n'existent pas sur Soyouz, :
- des panneaux solaires (12,24 m2) fournissant en moyenne 0,5 kW et un système de propulsion constitué de 16 petits propulseurs de 5 newtons de poussée consommant de l'hydrazine ; ces équipements permettent au module orbital de fonctionner de manière autonome[1] :
- une palette montée à l'extrémité sur laquelle sont fixés des équipements qui varient selon les missions.

Toutefois sur le modèle destiné à desservir la station spatiale, ces équipements sont remplacés par un système d'amarrage androgyne et le module a une configuration proche de celle de Soyouz. Le module a une structure en aluminium dont le diamètre est de 2,25 m et de 2,8 m de long ; sa masse est de 1,5 tonne. Une écoutille de 80 cm de diamètre, située dans la partie inférieure, est utilisée pour les sorties extra-véhiculaires. Le module comporte également un hublot de 48 cm de diamètre situé à l'opposé de ce sas.

### Le lanceurLongue Marche 2F
Le vaisseau Shenzhou est lancé par une fusée Longue Marche 2F (également baptisée Shenjian qui signifie flèche céleste) dérivée de la Longue Marche 2E. La version 2F se différencie de la 2E par des procédures de contrôles qualité et différents dispositifs visant à réduire le risque de perte de l'équipage. Le principal dispositif est la tour de sauvetage destinée à arracher au lanceur l'ensemble constitué par le module de descente et le module orbital en cas de défaillance de la fusée. La tour est un cylindre de faible diamètre, haut de 8,35 mètres, comportant six propulseurs solides et surmontant la coiffe du lanceur. La tour de sauvetage est mise à feu par les systèmes internes du lanceur s'ils détectent une anomalie grave. Mais la séparation du vaisseau et de la fusée peut également être déclenchée par les contrôleurs au sol et les taïkonautes. La tour de sauvetage est larguée à une altitude de 39 km, 120 secondes après le décollage.

### Comparaison Soyouz-Shenzhou
| Module             | Caractéristique   | Shenzhou   | Soyouz      |
| ------------------ | ----------------- | ---------- | ----------- |
| Vaisseau complet   | Masse             | 7,8 tonnes | 7,21 tonnes |
| Vaisseau complet   | Longueur          | 9,15 m.    | 6,98 m.     |
| Vaisseau complet   | Diamètre maximal  | 2,8 m.     | 2,6 m.      |
| Module de service  | Masse             | 3 tonnes   | 2,95 tonnes |
| Module de service  | dont ergols       | 1100 kg    | 900 kg      |
| Module de service  | Longueur          | 2,94 m.    | 2,3 m.      |
| Module de service  | Diamètre maximal  | 2,8 m.     | 2,2 m.      |
| Module de service  | Panneaux solaires | 2 de 24 m² | 2           |
| Module de descente | Masse             | 3,2 tonnes | 3 tonnes    |
| Module de descente | Longueur          | 2,5 m.     | 1,9 m.      |
| Module de descente | Diamètre maximal  | 2,5 m.     | 1,17 m.     |
| Module orbital     | Masse             | 2 tonnes   | 1,3 tonnes  |
| Module orbital     | Longueur          | 2,8 m.     | 2,2 m.      |
| Module orbital     | Diamètre maximal  | 2,8 m.     | 2,25 m.     |
| Module orbital     | Panneaux solaires | 2 de 12 m² | aucun       |

## Déroulement d'une mission Shenzhou
Le vaisseau Shenzhou est lancé par une fusée Longue Marche 2F depuis la base de lancement de Jiuquan située dans le désert de Gobi au nord-est de la Chine.

## Historique du développement
En 1978, la Chine annonce qu'elle prévoit, à terme, d'envoyer un homme dans l'espace. Le pays dispose de la technique de la rentrée atmosphérique depuis 1976 grâce au programme FSW, ce qui lui permet de lancer des satellites de reconnaissance avec des capsules récupérables. Toutefois, en 1980, le lancement du programme spatial habité est reporté pour des raisons à la fois économiques et politiques. En 1992, dans un contexte économique redevenu favorable, le programme spatial habité est réactivé sous l'appellation projet 863-204. Le Conseil d’État annonce qu'un vaisseau spatial habité sera lancé avant la fin de la décennie afin de démontrer que la Chine fait désormais partie des grandes puissances. Le programme spatial habité chinois lancé à cette occasion et baptisé Projet 921 prévoit la construction d'un vaisseau spatial habité (projet 921-1), dont le premier vol doit avoir lieu en 1999, et un laboratoire orbital (1999-2). Pour lancer ces vaisseaux, la fusée Longue Marche 2F, une version adaptée de la Longue Marche 2E, doit être développée. Initialement, les responsables chinois envisagent de réaliser un engin entièrement nouveau. Toutefois, en 1994, un accord de coopération est mis en place avec la Russie : celle-ci, aux abois sur le plan économique, cherche à valoriser son savoir-faire dans le domaine de l'astronautique. Des modèles du vaisseau Soyouz sont vendus à la Chine et les futurs astronautes chinois (baptisés par la presse taïkonautes) commencent leur entraînement en Russie. Le vaisseau chinois est développé sur le modèle du vaisseau Soyouz. Le premier vol, sans équipage, a lieu le 20 novembre 1999.

## Les missions du vaisseau Shenzhou
| Date de lancement | Mission     | Équipage                                     | Durée            | Objectif                                                                         | Charge utile / remarques                                                               |
| ----------------- | ----------- | -------------------------------------------- | ---------------- | -------------------------------------------------------------------------------- | -------------------------------------------------------------------------------------- |
| 19 novembre 1999  | Shenzhou 1  | Sans                                         | 21 h 22 min      | Qualification du vaisseau                                                        | Récolte d'informations sur un mannequin représentant un passager                       |
| 9 janvier 2001    | Shenzhou 2  | Animaux                                      | 6 j 18 h 22 min  | Qualification du vaisseau                                                        | Etude du comportement animal en apesanteur                                             |
| 25 mai 2002       | Shenzhou 3  | Sans                                         | 6 j 18 h 51 min  | Qualification du vaisseau                                                        | Investigations sur le métabolisme humain à partir d'un mannequin                       |
| 29 décembre 2002  | Shenzhou 4  | Sans                                         | 6 j 18 h 36 min  | Qualification du vaisseau                                                        | Embarque quelques expériences scientifiques                                            |
| 15 octobre 2003   | Shenzhou 5  | Yang Liwei                                   | 21 h 25 min      | Premier vol spatial habité chinois                                               |                                                                                        |
| 12 octobre 2005   | Shenzhou 6  | Fei Junlong Nie Haisheng                     | 4 j 19 h 33 min  | Premier équipage de deux personnes                                               |                                                                                        |
| 25 septembre 2008 | Shenzhou 7  | Zhai Zhigang Liu Boming Jing Haipeng         | 2 j 20 h 28 min  | Premier équipage de trois personnes; Première sortie dans l'espace d'un chinois. | Zhai Zhigang effectue une sortie dans l'espace (15 min).                               |
| 31 octobre 2011   | Shenzhou 8  | Sans                                         | 16 j 13 h 33 min | Rendez-vous et amarrage avec Tiangong 1                                          | Diverses expériences scientifiques entées pour le compte de l'Europe[réf. nécessaire]. |
| 16 juin 2012      | Shenzhou 9  | Jing Haipeng (2) Liu Wang Liu Yang           | 12 j 15 h 25 min | Première occupation de Tiangong 1                                                | Liu Yang est la première chinoise à se rendre dans l'espace.                           |
| 11 juin 2013      | Shenzhou 10 | Niè Hǎishèng (2) Zhang Xiaoguang Wang Yaping | 14 j 14 h 29 min | Deuxième occupation de Tiangong 1                                                |                                                                                        |
| 17 octobre 2016   | Shenzhou 11 | Jing Haipeng (3) Chen Dong                   | 32 j 6 h 25 min  | Première occupation de Tiangong 2                                                | Record de durée dans l'espace pour des chinois.                                        |
| 17 juin 2021      | Shenzhou 12 | Nie Haisheng (3) Liu Boming (2) Tang Hongbo  |                  | Première occupation de la station spatiale chinoise                              |                                                                                        |
| 15 octobre 2021   | Shenzhou 13 | Zhai Zhigang (2) Wang Yaping (2)Ye Guangfu   | 182 j 9 h        | Deuxième occupation de la station spatiale chinoise                              | Première sortie extravéhiculaire d'une chinoise.                                       |
| 5 juin 2022       | Shenzhou 14 | Chen Dong (2)Liu Yang(2)Cai Xuzhe            | 182 j 9 h        | Troisième occupation de la station spatiale chinoise                             |                                                                                        |
| 29 novembre 2022  | Shenzhou 15 | Fei Junlong (2)Deng Quingming Zhang Lu       | 6 mois           | Quatrième occupation de la station spatiale chinoise                             |                                                                                        |
| 30 mai 2023       | Shenzhou 16 | Jing Haipeng (4) Zhu Yangzhu Gui Haichao     | 6 mois           | Cinquième occupation de la station spatiale chinoise                             |                                                                                        |
| 26 octobre 2023   | Shenzhou 17 | Tang Hongbo (2) Tang Shengjie, Jiang Xinlin  | 6 mois (prévu)   | Sixième occupation de la station spatiale chinoise                               |                                                                                        |
| 25 avril 2024     | Shenzhou 18 | Ye Guangfu (2) Li Cong, Li Guangsu           | 6 mois (prévu)   | Septième occupation de la station spatiale chinoise                              |                                                                                        |
| 29 octobre 2024   | Shenzhou 19 | Cai Xuzhe (2) Song Lingdong, Wang Haoze      | 6 mois (prévu)   | Huitième occupation de la station spatiale chinoise                              |                                                                                        |

## Hommage
En mars 2005, un astéroïde découvert par l'observatoire de la Montagne Pourpre a été nommé (8256) Shenzhou en l'honneur du vaisseau.